# Marie-Victoire Baudry
Marie-Victoire Baudry (12 décembre 1782 – 10 novembre 1846), nommé « Mère de la Croix », supérieure générale de la Congrégation de Notre-Dame. 

## Biographie
Marie-Victoire Baudry est née le 12 décembre 1782 à Pointe-aux-Trembles, fille de Toussaint Baudry et Élisabeth Truteau. Elle a fréquenté une école du couvent puis le noviciat de la Congrégation de Notre-dame qui avait enseigné à Montréal en 1799. Elle a été la première autochtone de la colonie à entrer dans la congrégation. Un an plus tard, elle prit son vœu et assumé son nom religieux, après qu'elle eut commencé une carrière d'enseignante à la mission de l'île de Montréal. Plus tard, elle est déménagée dans la mission de la basse ville à Québec. 
En raison de circonstances au sein de sa congrégation, elle a quitté l'enseignement et elle s'est impliquée dans la gestion interne de l'administration de l'institut. Elle devint Supérieure générale en 1822 pour une durée de six ans et a été remplacée par Mère Marie-Catherine Huot. Elle a été élue conseillère municipale à l'époque et a continué à ce poste jusqu'à sa mort.
Mère de la Croix a configuré de nouvelles missions et a fortement influencé le programme d'études dans les écoles de la congrégation. Elle est morte à la maison mère de la congrégation à Montréal en 1846. 